# Lamar Hunt U.S. Open Cup 2018
La Lamar Hunt U.S. Open Cup 2018 è stata la centocinquesima edizione della coppa nazionale statunitense.
Inizialmente erano state escluse alcune società della North American Soccer League che avevano temporaneamente cessato la propria attività, ma la commissione del torneo ha poi avallato la presenza di Jacksonville Armada, Miami FC 2 e New York Cosmos B a partire dal play-in round.

## Squadre partecipanti

### NPSL
Dal Play-In Round.
- Brooklyn Italians
- Jacksonville Armada
- Miami FC 2
- New York Cosmos B

### PDL
Dal Primo Turno.
- Miami City
- The Villages SC

### Squadre regionali
- Azteca FC
- Christos FC
- FC Denver
- FC Kendall
- Kendall Wanderers
- La Máquina
- Lansdowne Bhoys FC
- LA Wolves FC
- NTX Rayados
- Red Force FC
- Rochester Lancers
- Santa Ana Winds FC
- Sporting Arizona FC

### NPSL
- AFC Ann Arbor
- CD Aguiluchos
- Dakota Fusion
- Detroit City
- Duluth FC
- Elm City Express
- Erie Commodores FC
- FC Arizona
- FC Motown

- FC Wichita
- Fort Worth Vaqueros
- Inter Nashville FC
- Kingston Stockade FC
- Kitsap Pumas
- Miami United FC
- Midland-Odessa FC
- New Orleans Jesters
- Orange County FC

### PDL
- Charlotte Eagles
- Golden State Force
- FC Tucson
- Lakeland Tropics
- L.I. Rough Riders
- Michigan Bucks
- Mississippi Brilla
- M.B. Mutiny
- N.Y. Red Bulls U-23

- Ocean City Nor’easters
- Oklahoma City Energy U-23
- Portland Timbers U23
- Reading Utd
- San Francisco City FC
- Seacoast United Phantoms
- SIMA Aguilas
- South Georgia Tormenta FC
- Western Mass Pioneers

### USL
Dal Secondo Turno.
- Charleston Battery
- Charlotte Independence
- Colorado Springs Switchbacks
- FC Cincinnati
- Fresno FC
- Indy Eleven
- Las Vegas Lights
- Louisville City
- Nashville
- North Carolina
- OKC Energy

- Orange County
- Penn FC
- Phoenix Rising
- Pittsburgh Riverhounds
- Reno 1868
- Richmond Kickers
- Sacramento Republic
- Saint Louis FC
- San Antonio FC
- T.B. Rowdies
- Tulsa Roughnecks

### MLS
Dal Quarto Turno.
- Atlanta United
- Chicago Fire
- Colorado Rapids
- Columbus Crew
- D.C. United
- FC Dallas
- Houston Dynamo
- LA Galaxy
- Los Angeles FC
- Minnesota Utd
- N.E. Revolution

- New York City
- N.Y. Red Bulls
- Orlando City
- Philadelphia Union
- Portland Timbers
- Real Salt Lake
- S.J. Earthquakes
- Seattle Sounders
- Sporting K.C.

## Play-In Round
| Squadra 1         | Risultato | Squadra 2           |
| ----------------- | --------- | ------------------- |
| The Villages SC   | 1 - 2     | Jacksonville Armada |
| Miami City        | 1 - 3     | Miami FC 2          |
| Brooklyn Italians | 3 - 2     | New York Cosmos B   |

## Primo turno
| Squadra 1                 | Risultato       | Squadra 2                 |
| ------------------------- | --------------- | ------------------------- |
| Portland Timbers U23      | 5 - 0           | Kitsap Pumas              |
| AFC Ann Arbor             | 0 - 3           | Ocean City Nor’easters    |
| Western Mass Pioneers     | 1 - 2           | Elm City Express          |
| L.I. Rough Riders         | 6 - 3 (dts)     | Kingston Stockade FC      |
| FC Motown                 | 2 - 1           | N.Y. Red Bulls U-23       |
| Reading Utd               | 1 - 1 (5-4 dtr) | Christos FC               |
| Erie Commodores FC        | 1 - 1 (4-3 dtr) | Rochester Lancers         |
| SIMA Aguilas              | 0 - 2           | Jacksonville Armada       |
| Charlotte Eagles          | 1 - 6           | Inter Nashville FC        |
| M.B. Mutiny               | 1 - 2           | South Georgia Tormenta FC |
| Seacoast United Phantoms  | 2 - 2 (6-5 dtr) | Kendall Wanderers         |
| Detroit City              | 1 - 1 (5-4 dtr) | Michigan Bucks            |
| Brooklyn Italians         | 0 - 2           | Lansdowne Bhoys FC        |
| New Orleans Jesters       | 1 - 1 (2-3 dtr) | Mississippi Brilla        |
| FC Wichita                | 3 - 1           | Oklahoma City Energy U-23 |
| Duluth FC                 | 4 - 4 (3-0 dtr) | Dakota Fusion             |
| Miami FC 2                | 4 - 0           | Red Force FC              |
| Midland-Odessa FC         | 3 - 0           | Lakeland Tropics          |
| NTX Rayados               | 2 - 1 (dts)     | Fort Worth Vaqueros       |
| CD Aguiluchos             | 0 - 4           | San Francisco City FC     |
| FC Arizona                | 0 - 1           | Sporting Arizona FC       |
| FC Denver                 | 4 - 2           | Azteca FC                 |
| Calcio Golden State Force | 3 - 1           | LA Wolves FC              |
| Orange County FC          | 3 - 0           | Santa Ana Winds FC        |
| FC Tucson                 | 2 - 1           | La Máquina                |
| Miami United FC           | 5 - 2           | FC Kendall                |

## Secondo turno
| Squadra 1                    | Risultato       | Squadra 2                 |
| ---------------------------- | --------------- | ------------------------- |
| North Carolina               | 3 - 0           | Lansdowne Bhoys FC        |
| Charlotte Independence       | 1 - 3           | Ocean City Nor’easters    |
| Erie Commodores FC           | 1 - 2           | Pittsburgh Riverhounds    |
| Reading Utd                  | 1 - 1 (3-4 dtr) | Richmond Kickers          |
| Louisville City              | 5 - 0           | L.I. Rough Riders         |
| Charleston Battery           | 1 - 0           | South Georgia Tormenta FC |
| FC Motown                    | 1 - 3           | Penn FC                   |
| Jacksonville Armada          | 1 - 0           | T.B. Rowdies              |
| Miami FC 2                   | 1 - 3           | Miami United FC           |
| Seacoast United Phantoms     | 0 - 2           | Elm City Express          |
| FC Cincinnati                | 4 - 1 (dts)     | Detroit City              |
| Mississippi Brilla           | 1 - 0           | Indy Eleven               |
| Tulsa Roughnecks             | 3 - 4           | FC Wichita                |
| Duluth FC                    | 0 - 2           | Saint Louis FC            |
| Sacramento Republic          | 3 - 1           | San Francisco City        |
| Nashville                    | 2 - 0           | Inter Nashville FC        |
| NTX Rayados                  | 5 - 2 (dts)     | OKC Energy                |
| Midland-Odessa FC            | 0 - 4           | San Antonio FC            |
| Colorado Springs Switchbacks | 3 - 2           | FC Denver                 |
| Sporting Arizona FC          | 1 - 1 (5-4 dtr) | Phoenix Rising            |
| Fresno FC                    | 2 - 0 (dts)     | Orange County FC          |
| Orange County                | 2 - 4           | Golden State Force        |
| Reno 1868                    | 7 - 3           | Portland Timbers U23      |
| Las Vegas Lights             | 4 - 2           | FC Tucson                 |

## Terzo turno
| Squadra 1              | Risultato       | Squadra 2                    |
| ---------------------- | --------------- | ---------------------------- |
| North Carolina         | 4 - 1           | Ocean City Nor’easters       |
| Charleston Battery     | 1 - 0           | Elm City Express             |
| Saint Louis FC         | 0 - 1           | Louisville City              |
| Pittsburgh Riverhounds | 1 - 3           | FC Cincinnati                |
| Richmond Kickers       | 3 - 2           | Penn FC                      |
| Jacksonville Armada    | 0 - 2           | Miami United FC              |
| Nashville              | 3 - 1           | Mississippi Brilla           |
| NTX Rayados            | 3 - 2           | FC Wichita                   |
| San Antonio FC         | 1 - 1 (5-3 dtr) | Colorado Springs Switchbacks |
| Sporting Arizona FC    | 1 - 2 (dts)     | Fresno FC                    |
| Golden State Force     | 2 - 1           | Las Vegas Lights             |
| Reno 1868              | 0 - 1           | Sacramento Republic          |

## Quarto turno
| Squadra 1           | Risultato        | Squadra 2          |
| ------------------- | ---------------- | ------------------ |
| D.C. United         | 1 - 1 (4-3 dtr)  | North Carolina     |
| Philadelphia Union  | 5 - 0            | Richmond Kickers   |
| Louisville City     | 3 - 2            | N.E. Revolution    |
| FC Cincinnati       | 0 - 0 (1-3 dtr)  | Minnesota Utd      |
| Portland Timbers    | 2 - 0            | S.J. Earthquakes   |
| Real Salt Lake      | 0 - 2            | Sporting K.C.      |
| Columbus Crew       | 2 - 2 (9-10 dtr) | Chicago Fire       |
| Miami United FC     | 0 - 3            | Orlando City       |
| San Antonio FC      | 0 - 1            | FC Dallas          |
| Nashville           | 2 - 0            | Colorado Rapids    |
| Atlanta United      | 3 - 0            | Charleston Battery |
| N.Y. Red Bulls      | 4 - 0            | New York City      |
| Houston Dynamo      | 5 - 0            | NTX Rayados        |
| Los Angeles FC      | 2 - 0            | Fresno FC          |
| LA Galaxy           | 3 - 1            | Golden State Force |
| Sacramento Republic | 2 - 1 (dts)      | Seattle Sounders   |

## Ottavi di finale
| Squadra 1          | Risultato       | Squadra 2           |
| ------------------ | --------------- | ------------------- |
| Portland Timbers   | 1 - 0           | LA Galaxy           |
| Philadelphia Union | 2 - 1           | N.Y. Red Bulls      |
| Sporting K.C.      | 3 - 2           | FC Dallas           |
| Houston Dynamo     | 1 - 0           | Minnesota Utd       |
| D.C. United        | 1 - 1 (2-4 dtr) | Orlando City        |
| Louisville City    | 2 - 1           | Nashville           |
| Atlanta United     | 0 - 1           | Chicago Fire        |
| Los Angeles FC     | 3 - 2           | Sacramento Republic |

## Quarti di finale
| Squadra 1          | Risultato | Squadra 2        |
| ------------------ | --------- | ---------------- |
| Philadelphia Union | 1 - 0     | Orlando City     |
| Chicago Fire       | 4 - 0     | Louisville City  |
| Houston Dynamo     | 4 - 2     | Sporting K.C.    |
| Los Angeles FC     | 3 - 2     | Portland Timbers |

## Semifinali
| Squadra 1          | Risultato       | Squadra 2      |
| ------------------ | --------------- | -------------- |
| Philadelphia Union | 3 - 0           | Chicago Fire   |
| Houston Dynamo     | 3 - 3 (7-6 dtr) | Los Angeles FC |

## Finale
| Arbitro: | Nima Saghafi |

|                                   |           |  |
| Manotas 4’, 25’ Trusty 65’ (aut.) | Marcatori |  |